# Duvchi
Duvchi, artistnamn för Jens Patrik Duvsjö, född 24 december 1982 i Stockholm, är en svensk låtskrivare, sångare och musikproducent.
Duvchi debuterade 2011 med singeln "Turtleduvs", som av Sveriges Radio P3:s musikredaktion utnämndes till Årets låt. Fyra år efter det släppte han sitt första album With the World, även det kritikerrosat. Duvchi nominerades till årets kompositör och årets producent på Grammisgalan 2016 och albumet var också nominerat till årets pop. Samma år blev han även nominerad till ett P3 Guld-pris i kategorin årets pop.  
Förutom de egna låtarna har Duvchi, som låtskrivare och producent, låtar inspelade av bland andra Rihanna, Zara Larsson, Mustard, Freddy Wexler, Rebecca & Fiona, Seinabo Sey, Remi Wolf, Kaydence, Four Of Diamonds, Loreen, Allie X, Nadia Tehran, LizY2k / Liz och Nadia Nair. Han har också medverkat på olika sätt i musik av Petter, Lorentz, Sakarias, Adam Tensta och LoFi Fnk.  
Duvchi har även skrivit och producerat musik till film och reklam, bland annat hörs hans musik i The Bold Type, Dickinson, The Baker and the Beauty och Wheeler Dealers och för varumärken som AUDI, Samsung Sony Ericsson och Ikea. Musiken till H&M:s badkampanj 2020 är komponerad av Duvchi. 
2020 släppte Duvchi albumet This Kind of Ocean, fem år efter debutalbumet With the World. 

## Diskografi

### Album
| År   | Titel              |
| ---- | ------------------ |
| 2015 | With the World     |
| 2020 | This Kind of Ocean |

### Singlar
| År   | Titel                           |
| ---- | ------------------------------- |
| 2011 | Turtleduvs                      |
| 2013 | Whole Life Tour                 |
| 2015 | When the Winter                 |
| 2015 | Unfamiliar Love                 |
| 2015 | Turtleduvs (Take 'Em to Church) |
| 2016 | Sleep                           |
| 2016 | Breadandbutter (Duvchi Remix)   |
| 2017 | Allure                          |
| 2020 | Altitude                        |
| 2020 | Impatient                       |
| 2020 | Geronimo                        |
| 2020 | She Roam                        |